# Irreville
Irreville är en kommun i departementet Eure i regionen Normandie i norra Frankrike. Kommunen ligger i kantonen Évreux-Nord som tillhör arrondissementet Évreux. År 2022 hade Irreville 472 invånare.

## Befolkningsutveckling
Antalet invånare i kommunen Irreville
Referens:INSEE